# Maxomys moi
Maxomys moi is een knaagdier uit het geslacht Maxomys dat voorkomt in Vietnam en Laos, waar het leeft in de hooglanden van de Vietnamese provincies Quảng Trị, Quang Nam en Lam Dong en het Bolovens-plateau van Zuid-Laos (900 tot 1500 m hoogte).
Deze soort werd vroeger gezien als een ondersoort van M. surifer of zelfs Niviventer coninga (toen nog Rattus coxingi), maar verschilt van M. surifer, die in hetzelfde gebied voorkomt, doordat moi een lichtere, dichtere en zachtere vacht heeft, kleiner is en kleinere schubben op de staart heeft. Volgens sommigen is moi zelfs niet nauw verwant aan de rest van Maxomys, maar volgens andere biologen is hij toch het nauwste verwant aan M. surifer. Naast een onbeschreven soort uit Laos is M. moi de enige soort van Maxomys die alleen ten noorden van de Landengte van Kra voorkomt (M. surifer komt echter zowel ten noorden als ten zuiden van de Landengte van Kra voor). De kop-romplengte bedraagt 142 tot 208 mm, de staartlengte 157 tot 202 mm, de achtervoetlengte 37 tot 44 mm en de oorlengte 22 tot 27 mm. Het karyotype bedraagt 2n=52, FN=74.